# Stigmaphyllon periplocifolium
Stigmaphyllon periplocifolium là một loài thực vật có hoa trong họ Malpighiaceae. Loài này được (Desf. ex DC.) A. Juss. miêu tả khoa học đầu tiên năm 1843.